# Saana
Saana (Sami settentrionale: Sána) è un fell di Enontekiö, Finlandia. La vetta di Saana è a 1.029 m s.l.m. e si trova a 556 metri dall'adiacente lago Kilpisjärvi. Geologicamente fa parte delle montagne Scandinave. La vetta è una destinazione conosciuta fra gli scalatori.